# Sornay (Saona i Loara)
Sornay – miejscowość i gmina we Francji, w regionie Burgundia-Franche-Comté, w departamencie Saona i Loara.
Według danych na rok 2018 gminę zamieszkiwało 2057 osób, a gęstość zaludnienia wynosiła 113 osób/km² (wśród 2044 gmin Burgundii Sornay plasuje się na 129. miejscu pod względem liczby ludności, natomiast pod względem powierzchni na miejscu 515.).

## Demografia

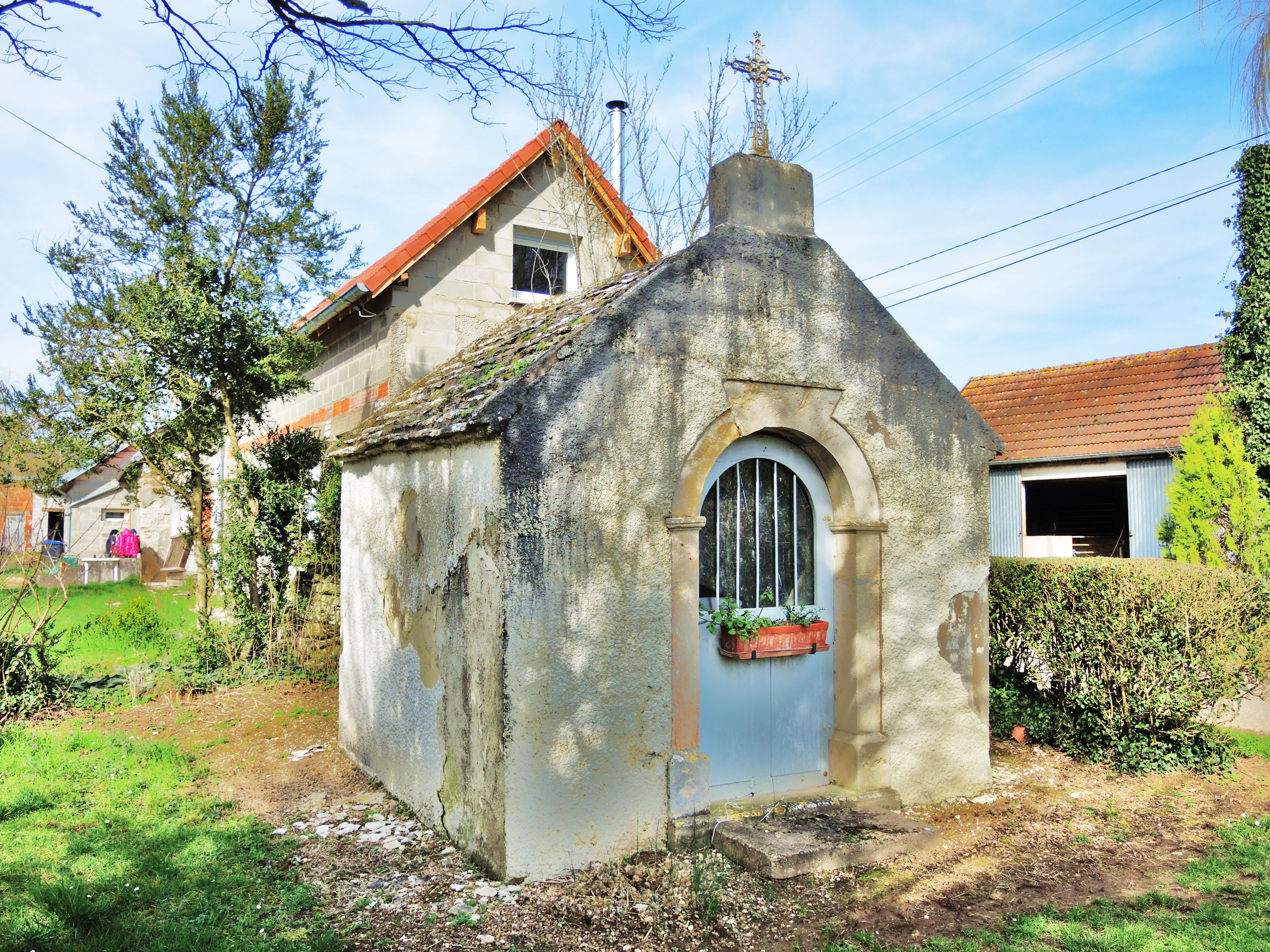
Kaplica w Sornay wpisana do rejestru zabytków

Ludność według grup wiekowych:
| Wiek            | 2007 | %    | 2012 | %    | 2017 | %    |
| --------------- | ---- | ---- | ---- | ---- | ---- | ---- |
| 0 - 14 lat      | 343  | 18,1 | 381  | 19   | 354  | 17,4 |
| 15 - 29 lat     | 242  | 12,8 | 242  | 12,1 | 259  | 12,8 |
| 30 - 44 lat     | 405  | 21,4 | 369  | 18,4 | 325  | 16   |
| 45 - 59 lat     | 415  | 21,9 | 452  | 22,5 | 440  | 21,7 |
| 60 - 74 lat     | 326  | 17,2 | 358  | 17,9 | 424  | 20,9 |
| 75 lat i więcej | 163  | 8,6  | 202  | 10,1 | 229  | 11,3 |

Ludność historyczna:
| Rok                             | 1982 | 1990 | 1999 | 2007  | 2012  | 2017 | 2018 |
| ------------------------------- | ---- | ---- | ---- | ----- | ----- | ---- | ---- |
| Populacja                       | 1529 | 1631 | 1660 | 1895  | 2005  | 2030 | 2057 |
| Średnia gęstość (mieszk. / Km²) | 84,4 | 90   | 91,6 | 104,6 | 110,7 | 112  | 113  |

## Zabytki
Obiekty wpisane do rejestru zabytków:
| - Zamek Lusigny - Most Pontceau Saussard - Dom wiejski (1) - Dom wiejski (2) - Dom wiejski (3) - Dom wiejski (4) - Dom wiejski (5) | - Plebania - Kościół Saint-Germain-d'Auxerre - Kaplica - Dom - Most nad śluzą Branges - Fontanna - Obraz Pokłon Trzech Króli | - Rzeźba Drzewo Jessego - Krzyż - Statuetka: Apostoł lub prorok - Ołtarz i tabernakulum - Ambona - Statuetka: Prorok - Domy i farmy |